# Tilemann Olearius
Tilemann Olearius (1600-1671) (* Halle (Saale), 19 de Março de 1600 † Halle (Saale), 9 de Abril de 1671) foi um teólogo luterano e gramático alemão, e filho de Johannes Olearius (1546–1623).

## Obras
- Deutsche Sprachkunst. Halle 1630
- Sciagraphica harmoniae propheticae, historicae, legali, & evangelicae.
- Turciae fatum.
- Controversiam regiam de dominio maris. Halle 1648
- Chronologiam apocalypticam.
- Strategementa Dei mirabili.
- Armamentarium spirituale.
- Descriptionem urbis Tyri.
- Blutigen Streit des Römischen Antichrists. Halle 1648